# Jerker Fahlström
Ulf Jerker Fahlström (født 4. november 1956 i Härlanda församling, Göteborg), er en svensk skuespiller. Fahlström blev uddannet på Statens scenskola i Malmö i 1982.
Fahlström er medlem i de frie teatergrupper Teater Teatro och i Magikergränd.

## Filmografi

### Spillefilm
- 1993 – Glädjekällan – bilmekaniker
- 1999 – Noll tolerans – kriminalinspektør Borglund
- 2000 – Den bästa sommaren – buddet
- 2003 – Kopps – Hasse
- 2003 – Den tredje vågen – Borglund
- 2006 – Keillers Park – fyllik
- 2008 – Nattrond – Folke Bengtsson
- 2009 – Johan Falk – Gruppen för särskilda insatser
- 2009 – Johan Falk – Vapenbröder
- 2010 – Farsan
- 2010 – Peters rum
- 2013 – Johan Falk: Kodnamn Lisa
- 2013 – Johan Falk: Spelets regler
- 2013 – Pioneer
- 2015 – En man som heter Ove

### Kortfilm
- 1993 – En dag på stranden – Jesper

### TV
- 1992 – Yasemin på flykt (mini-TV-serie)
- 1996 – Polisen och pyromanen – journalist (miniserie)
- 1997 – Hammarkullen eller Vi ses i Kaliningrad – pladsformidleren (miniserie)
- 1999–2000 – Sjätte dagen – lærer (2 episoder, TV-serie)
- 2001 – Anderssons älskarinna (mini-TV-serie)
- 2003 – Skeppsholmen (1 episode, TV-serie)
- 2004 – Graven – Gunnar (mini-TV-serie)
- 2004 – Danslärarens återkomst – landhandleren (mini-TV-serie)
- 2006 – En fråga om liv och död – Rolle
- 2006 – Den som viskar – Owe Brunberg
- 2006 – Kronprinsessan (mini-TV-serie)
- 2016 – Mysteria
- 2017 – Alex
- 2018 – Vår tid är nu
- 2020 - Bäckström